# Sharp Peak, Graham land
Sharp Peak är en bergstopp i Antarktis. Den ligger i Västantarktis. Argentina, Chile och Storbritannien gör anspråk på området. Toppen på Sharp Peak är 1 092 meter över havet.
Terrängen runt Sharp Peak är varierad. Havet är nära Sharp Peak åt sydväst. Trakten är obefolkad. Det finns inga samhällen i närheten. 